# Hans Thomas Hakl
Hans Thomas Hakl (Graz, 27 febbraio 1947) è un editore, saggista e traduttore austriaco.
Ha pubblicato anche firmandosi H. T. Hakl o H.T.H., o con lo pseudonimo di H.T. Hansen.

## Biografia
Laureato in legge (Università di Graz, 1970), ha creato un'impresa commerciale internazionale (HHS Handels AG), attiva soprattutto in Estremo Oriente, quindi la casa editrice Ansata-Verlag,  specializzata nel campo dell'esoterismo (Si veda il suo profilo biografico sul sito delle Éditions du Cerf). Dopo aver cessato le proprie attività commerciali ha fondato insieme a due amici tedeschi un'altra casa editrice d'esoterismo e nel 1996 ha fondato la rivista esoterica e universitaria Gnostika, di cui è tuttora co-direttore.
Oltre a dedicarsi a queste attività editoriali, ha contribuito a vari dizionari e riviste internazionali sui temi dell'esoterismo, tra cui Politica hermetica, dove pubblica regolarmente delle recensioni. Ha pubblicato un volume sui «Colloqui Eranos », animati da Carl Gustav Jung e frequentati in particolare da Mircea Eliade ed altri esperti di esoterismo e religioni.
Nel 2000, il suo studio sulle fonti occulte del Nazismo ("Nationalsozialismus und Okkultismus") esce nella traduzione inglese di Nicholas Goodrick-Clarke (National Socialism and the Occult).
Ha tradotto in tedesco varie opere di Julius Evola, autore di cui è un esperto internazionalmente riconosciuto.
Hakl è il fondatore della biblioteca Octagon, che è una delle più importanti biblioteche private europee di storia delle religioni ed esoterismo, comprendente circa 46.000 entrate, che dopo la sua morte sarà custodita presso la Fondazione Giorgio Cini, sull'isola di San Giorgio a Venezia, dove potrà sempre essere consultata.

## Pubblicazioni

### Volumi
- Studi Evoliani 1998, Fondazione Julius Evola, 1999 (coautore)
- (RU)  Х.Т.Хансен: ПОЛИТИЧЕСКИЕ УСТРЕМЛЕНИЯ ЮЛИУСА ЭВОЛЫ [Julius Evola politico]
- (DE)  Der verborgene Geist von Eranos, Bretten, Scienta Nova, Neue Wissenschaft, 2001. ISBN 3-935164-02-5
- (EN)  Eranos, An Alternative Intellectual History of the Twentieth Century, Sheffield, Equinox, 2013, 440 p. ISBN 978-1-78179-016-8
- (DE)  Octagon, Die Suche nach Vollkommenheit (a cura di), Gaggenau, Scientia Nova, 2015, Vol. 1, 481 p. ISBN 978-3-935164-07-8
- (EN)  Octagon, The Quest for Wholeness, (a cura di), Gaggenau, Scientia Nova, 2016, Vol. 2, 450 p. ISBN 978-3-935164-08-5
- Octagon, La ricerca della totalità, (a cura di), Gaggenau, Scientia Nova, 2017, 546 p. ISBN 978-3-935164-10-8[3]
- (FR)  Octagon, La recherche de perfection, (a cura di), Gaggenau, Scientia Nova, 2018, 433 p. ISBN 978-3-935164-12-2

### Saggi e articoli
- (DE)  "Nationalsozialismus und Okkultismus", in: Gnostika 1/gennaio (pp. 32–42), Gnostika 2/aprile (pp. 26–35), Gnostika 3/luglio (pp. 22–37), Sinzheim, 1997. Anche in: Aries 21 (pp. 63–98), Parigi, 1998. Traduzione italiana: "Nazionalsocialismo ed Occultismo", in Arthos (Nuova Serie) 1 (gennaio-giugno pp. 16–27) e 2 (luglio-dicembre, pp. 57–75), Pontremoli, Centro Studi Evoliani, 1997. Versione ridotta in: Nicholas Goodrick-Clarke, Die okkulten Wurzeln des Nationalsozialismus, Leopold Stocker Verlag, Graz 1997, pp. 194–217. Trad. inglese: National Socialism and the Occult, Edmonds, WA, Holmes Publishing Group, 2000. ISBN 978-1-558184-70-1
- (FR)  Julius Evola et la « révolution conservatrice » allemande, Deux Etendards, 2002. (sotto lo pseudonimo di H.T. Hansen)
- (DE)  "Gottfried Benn und Julius Evola", Annuario Benn, Stoccarda. Ed. Klett, 2003.
- (FR) "Giuseppe Tucci entre études orientales, ésoterisme et Fascisme (1894–1984)", Politica Hermetica Nr. 18, Losanna, L'Age d'Homme, 2004, pp. 119–136 (versione leggermente ampliata Archäus, fasc. 1–2, Bucarest, Association roumaine d'histoire des religions et Centre d'histoire des religions de l'Université de Bucarest, 2006, pp. 231–250).
- (EN)  "Maria de Naglowska and the Confrérie de la Flèche d'Or", Politica Hermetica, Nr. 20, Losanna, L'Age d'Homme 2006, pp. 113–123.
- "La questione dei rapporti fra Julius Evola e Aleister Crowley", Arthos 13, Pontremoli, Centro Studi Evoliani, 2006, pp. 269–289, da: Marco Pasi, Aleister Crowley e la tentazione politica, Franco Angeli, 1999, e trad. (EN)  "Some additional remarks on Julius Evola and Aleister Crowley", in: Marco Pasi, Aleister Crowley and the Temptation of Politics, Durham, Acumen, 2014, pp. 141–162 ISBN 978-1-84465-695-0
- (FR)  "Julius Evola et l'histoire comparée des religions", in: Jean-Pierre Brach e Jérôme Rousse-Lacordaire (a cura di), Études d'histoire de l'ésotérisme, Parigi, Éditions du Cerf, 2007, pp. 83–96. ISBN 978-2-204-08210-5
- "Breve storia della rivista 'Antaios' curata da Mircea Eliade ed Ernst Jünger", in: Francesco Zambon (a cura di), Cenacoli, circoli e gruppi letterari, artistici, spirituali, Milano, Medusa, 2007.
- "Adonismo" in: Alessandro Grossato (a cura di), Forme e correnti dell'esoterismo occidentale, Venezia, Mursia, 2008.
- "Evola in Germania: fu vera gloria?", in: Marco Iacona, Il Maestro della Tradizione: Dialoghi su Julius Evola, Napoli, Controcorrente, 2008, pp. 223–234.
- Saggio introduttivo a: Julius Evola, Maschera e volto dello spiritualismo contemporaneo, Roma, Ed. Mediterranee 2008.
- (EN)  "The Theory and Practice of Sexual Magic, Exemplified by Four Magical Groups in the Early Twentieth Century", in: Wouter J. Hanegraaff e Jeffrey J. Kripal (a cura di), Hidden Intercourse. Eros and Sexuality in the History of Western Esotericism, Leida, Brill, 2008, pp. 445–478.
- (EN)  "Julius Evola and the UR Group", Aries, 12, Leida, Brill, 2012, pp. 53–90.
- (EN)  "The Magical Order of the Fraternitas Saturni", in: Occultism in a global perspective, a cura di Henrik Bogdan e Gordan Djurdjevic, Durham 2013, pp. 37–56.
- (DE)  "Es war einmal ein junger Mann...Geschichte einer Bibliothek und persönliche Gedanken eines Sammlers", in: Octagon (Hans Thomas Hakl editore),  Scientia Nova, Gaggenau, 2015, Vol. 1, pp. 13–25. ISBN 978-3-935164-07-8
- (EN)  "Julius Evola and Tradition", in: Mark Sedwick (ed.), Key Thinkers of the Radical Right, Oxford University Press, Oxford, 2019, pp. 54–69.

Inoltre ha pubblicato numerosi articoli su riviste specializzate evoliane e sull'annuario Studi Evoliani, nonché introduzioni a parecchi libri di esoterismo.

### Voci di dizionari e enciclopedie
- (EN)  "Karlfried Graf Dürckheim", in: Wouter J. Hanegraaff: Dictionary of Gnosis & Western Esotericism. Vol. I. Brill, Leiden 2005, pp. 323–325.
- (EN)  "Giulio Evola", in: Wouter J. Hanegraaff: Dictionary of Gnosis & Western Esotericism. Vol. I. Brill, Leiden 2005, pp. 345–350.
- (EN)  "Fraternitas Saturni", in: Wouter J. Hanegraaff: Dictionary of Gnosis & Western Esotericism. Vol. I. Brill, Leiden 2005, pp. 379–382.
- (EN)  "Max Heindel", in: Wouter J. Hanegraaff: Dictionary of Gnosis & Western Esotericism. Vol. I. Brill, Leiden 2005, pp. 462–464.
- (EN)  "Sexuality: Sexual Rites in Europe (basato su Ioan Petru Culianu)", in: Lindsay Jones (Hrsg.): Encyclopedia of Religion. 2ª ed., Macmillan, New York 2005, pp. 8247–8254.
- (EN)  "Julius Evola" In: Lindsay Jones (Hrsg.): Encyclopedia of Religion. 2ª ed., Macmillan, New York 2005, pp. 2904–2907.

### Traduzioni
- (DE)  Julius Evola, Revolte gegen die moderne Welt, Ansata, Interlaken 1982 (quattro ristampe)
- (DE)  Julius Evola, Gruppe von Ur, Magie als Wissenschaft vom Ich, Band I. Ansata, Interlaken 1985. (H. T. Hansen) (2 ristampe) ISBN 978-3-715700-72-4.
- (DE)  Julius Evola, Die hermetische Tradition, Ansata, Interlaken 1989. (H.T. Hansen). (quattro ristampe).
- (DE)  Julius Evola, Gruppe von Ur, Schritte zur Initiation. Magie als Wissenschaft vom Ich, Band II: Theorie und Praxis des höheren Bewusstseins. Ansata, Berna-Monaco-Vienna 1997. (H. T. Hansen). ISBN 978-3-778770-43-6.